# محمدعلی بیگ
محمد علی بیگ (درگذشتهٔ حدود ۱۸۳۵ میلادی) یکی از فرماندهان نظامی تاجیک‌تبار در مناطق مرکزی افغانستان، به‌ویژه در ولایت بامیان بود. وی در دورهٔ امیر دوست‌محمد خان فعالیت نظامی داشت و برای حملاتش به هزاره‌ها و تجارت برده شناخته می‌شود.

## زندگی و فعالیت‌ها
محمد علی بیگ از تاجیک‌های بامیان بود و در قرن نوزدهم میلادی به‌عنوان فرمانده نظامی و والی محلی در منطقه  سیغان و کهمرد و بامیان فعالیت داشت. او در دوره‌ای از ضعف سیاسی و خلا قدرت در افغانستان توانست جایگاهی برای خود در منطقه ایجاد کند. محمد علی بیگ از حمایت قوم تاجیک در منطقه برخوردار بود و بارها به مناطق هزاره‌نشین حمله کرد.
در یکی از مهم‌ترین اقداماتش، وی به بامیان حمله کرد و میر یزدان‌بخش بهسودی ، از رهبران محلی هزاره‌ها را ترور کرد. پس از آن، کنترل بر بخش بزرگی از  بامیان را به‌دست گرفت.

## تجارت برده
محمد علی بیگ از جمله افرادی بود که در تجارت برده نقش ایفا می‌کرد. او پس از حملاتش به مناطق هزاره‌نشین، ساکنان این مناطق را به اسارت می‌گرفت و به عنوان برده به قندوز و بخارا می‌فروخت. این اقدامات باعث شد که نام او در تاریخ افغانستان با خشونت و بهره‌کشی پیوند بخورد.

## مرگ
اطلاعات دقیقی از مرگ او در دست نیست، اما بر پایه برخی منابع، او در حدود سال ۱۸۳۵ میلادی از دنیا رفت.